# Novum (recht)
Met een novum (Latijn: iets nieuws) worden in het recht nieuwe feiten en/of omstandigheden aangeduid, op grond waarvan kan worden teruggekomen op een zaak, in afwijking van het "ne bis in idem"-beginsel. 

## Voorbeeld
In het asielrecht kan bijvoorbeeld op grond van een novum een nieuwe asielaanvraag worden ingediend door een asielzoeker. Het novum kan nieuw bewijs zijn, dat de asielzoeker wel degelijk in het land van herkomst gevaar liep. Het novum zou ook bewijs kunnen zijn, dat een uitsluitingsgrond toch niet van toepassing was, bijvoorbeeld de betrokkenheid bij mensenrechtenschendingen Artikel 1F Vluchtelingenverdrag. Deze sloot de asielstatus uit. De nieuwe gegevens kunnen zowel de persoonlijke omstandigheden van de betrokken persoon betreffen, maar ook bekend geworden gebeurtenissen en feiten in het land van herkomst.

## Raad van State beslist
De rechtspraak beslist of iets een novum is door op grond van de nieuw aangedragen feiten en/of omstandigheden anders te beschikken dan bij de eerdere afwijzing. In het Nederlandse asielrecht is dit de daarvoor aangewezen bestuursrechtelijke rechter en uiteindelijk de afdeling Rechtspraak van de Raad van State.